# 利希特瑙湖

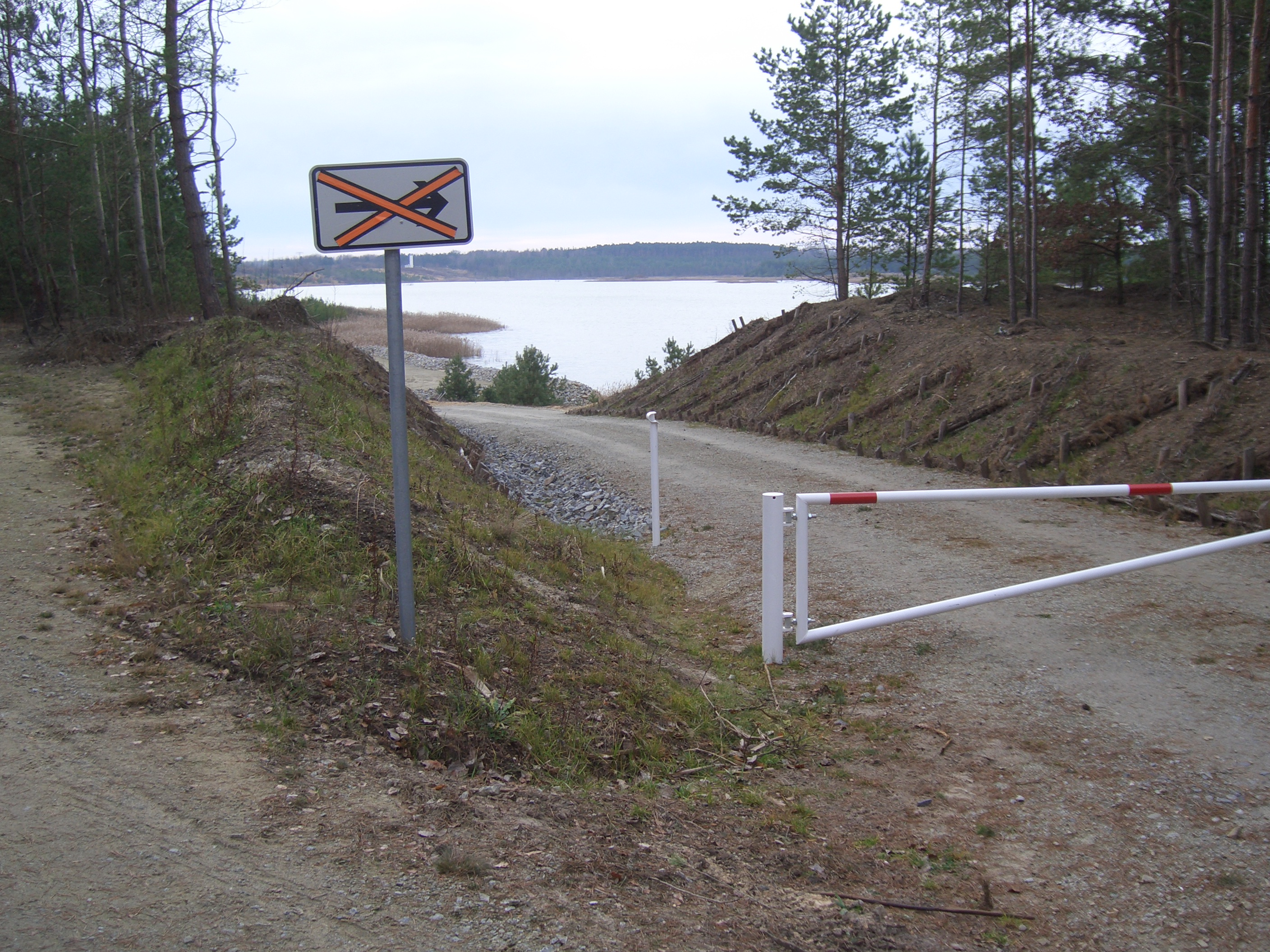

利希特瑙湖（德語：Lichtenauer See），是德國的湖泊，位於該國西南部，由勃蘭登堡州負責管轄，處於上施普雷瓦爾德-勞西茨縣，長5.7公里、寬0.6公里，面積3.3平方公里，海拔高度55米，平均水深6.9米，最大水深17米，水體容量2,300萬立方米。